# Natalie Rooney
Natalie Ellen Rooney (n. 1 de junio de 1988) es una tiradora deportiva olímpica neozelandesa, que compite principalmente en foso.
Rooney procede de Waimate en Canterbury del Sur. Su padre es Gary Rooney, un destacado hombre de negocios implicado en movimiento de tierras e irrigación. Su madre, Adrienne Rooney, murió en 2013. Rooney acudió a la escuela de Waituna Creek y al instituto Waimate, antes de entrar en la Escuela diocesana de Craighead en Timaru. Es una familia deportista: su padre representó a Nueva Zelanda en tiro y sus hermanos menores, Cameron y William representaron al país en competiciones de tiro juveniles, su hermano mayor Sam fue el primero que empezó con tiro al plato, y su madre jugó baloncesto juvenil.
La Federación de Tiro neozelandesa la escogió como única representante del país en los Juegos Olímpicos de 2012, pero Ryan Taylor apeló la decisión al Tribunal deportivo de Nueva Zelanda y fue a quien enviaron en su lugar. Compitió en foso femenino en los Juegos Olímpicos de 2016 y ganó la medalla de plata, con el oro yendo a la australiana Catherine Skinner. Fue sólo la segunda tiradora neozelandesa que ganó una medalla olímpica, siendo el primero Ian Ballinger que ganó el bronce en rifle en posición tendido 50 m en los Juegos Olímpicos de 1968.

## Competiciones internacionales
| 2010 | Juegos de la Commonwealth | Delhi, India           | 5.ª | Foso individual |  |
| 2014 | Juegos de la Commonwealth | Glasgow, Escocia       | 4.ª | Foso            |  |
| 2016 | Juegos Olímpicos          | Río de Janeiro, Brasil | 2.ª | Foso            |  |